# Estación de Kagran

La estación de Kagran es una estación de la línea 1 del metro de Viena. Se encuentra en el distrito XXII. Abrió sus puertas el 3 de septiembre de 1982. Tiene conexiones con diferentes autobuses y tranvías de Viena.
- Datos: Q2465712
- Multimedia: Kagran metro station / Q2465712